# 얼 졸리 브라운
얼 졸리 브라운(Earl Jolly Brown, 1939년 10월 18일 ~ 2006년 8월 24일)은 미국의 배우, 텔레비전 배우이다.
휴스턴에서 태어났다.

## 영화
- 린다 러브레이스를 대통령으로 (1975년)
- 007 죽느냐 사느냐 (1973년) - 위스퍼 역